# Saint-Pancrace (Dordogne)
Saint-Pancrace település Franciaországban, Dordogne megyében. Lakosainak száma 150 fő (2022. január 1.). Saint-Pancrace Quinsac, Champagnac-de-Belair, Brantôme en Périgord, La Chapelle-Montmoreau, Cantillac és Brantôme-en-Périgord községekkel határos.

## Népesség
A település népessége az elmúlt években az alábbi módon változott:
| Lakosok száma | 150  | 144  | 129  | 159  | 162  | 177  | 187  | 168  | 158  | 150  |
|               | 1968 | 1982 | 1990 | 2006 | 2013 | 2015 | 2017 | 2019 | 2020 | 2022 |